# Polydorus (zoon van Priamus)

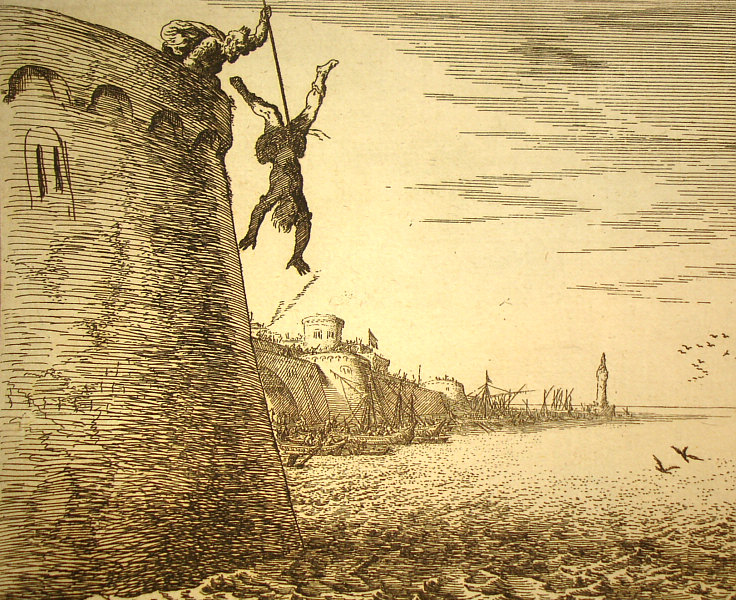
Polymestor doodt Polydoros (illustratie van Bauer bij de Metamorphoses, 1659)

Polydoros (Oudgrieks Πολύδωρος) was in de Griekse mythologie rond de Trojaanse Oorlog een zoon van koning Priamos en koningin Hekabe. Hij sterft in de oorlog, maar de verschillende versies illustreren hoezeer de mythen een fluïde gegeven waren.

## Ilias
In de Ilias van Homeros (XX.407-420) is Polydoros de jongste zoon van Priamos. Ondanks het verbod van zijn vader, die hem te jong vindt voor oorlog, trekt hij toch ten strijde tegen de Grieken om te laten zien hoe snel hij kan rennen. Achilles doodt hem door een lans door zijn romp te steken. Hektor, de oudere broer van Polydoros, ziet dit gebeuren en valt blind van woede Achilles aan.

## Euripides
In het treurspel Hekabe heeft de protagoniste een droom waarin haar zoon Polydoros tot haar spreekt. Ze dacht dat Priamos hem tijdig in veiligheid had gebracht bij de bevriende vorst Polymestor, maar verneemt nu dat die hem om zijn goud in zee heeft gegooid, waar zijn geschonden lijk onbegraven ronddrijft. Wanneer het lijk later aanspoelt, ziet ze de droom gruwelijk bevestigd. Ze neemt wraak op de moordenaar Polymestor door zijn ogen uit te steken en zijn twee kinderen te doden.

## Metamorphoses
De versie van Euripides lezen we in grote lijnen ook bij Ovidius.

## Aeneis
Vergilius laat Aeneas aan Dido een ander verhaal vertellen over de dood van Polydoros en zijn verdere lotgevallen (Aeneis III.13-72). De speren waarmee hij doorboord werd bleven steken in de grond en schoten wortel, waarna hij transformeerde tot een mirtestruik. Nadat de sprekende plant alles heeft uitgelegd aan Aeneas, geeft hij Polydoros een deftige begrafenis.